# Администратор защиты
Администратор защиты (Security administrator) — это субъект доступа, ответственный за защиту автоматизированной системы от несанкционированного доступа к информации (по руководящему документу «Защита от несанкционированного доступа к информации: Термины и определения»).
Администратор защиты — сотрудник, должностные обязанности которого подразумевают обеспечение штатной работы парка компьютерной техники, сети и программного обеспечения в организации.
Администраторы защиты — это основные люди, которые противостоят атакам взломщиков и позволяют безопасно общаться внутри инфраструктуры компании, а также за её пределами. По сути администратор защиты — тоже в какой-то мере компьютерный взломщик, так как он должен знать все те приемы взлома и обхода защиты (например брандмауэра), которые применяют взломщики. Однако в большинстве организаций, в обязанности администратора защиты входит не только слежение за сетевой безопасностью организации, а также и другие сопутствующие проблемы: борьба с вирусами, настройка пользовательского программного обеспечения и прочее. Занимается администратор безопасности, соответственно, проблемами информационной безопасности. Работает, как правило, в аутсорсинговой компании либо крупной компании, корпорации. Особенно хорошо разбирается в протоколах шифрования и аутентификации и их практическом применении (VPN, RADIUS, SSL, IPsec, RAS), планировании PKI, системах контроля доступа (брандмауэры, прокси-сервера, смарт-карты, CheckPoint, SecurID), инцидентном анализе, резервном копировании. Занимается документированием политик безопасности, регламентов и положений об информационных ресурсах.

## Обязанности
В круг типовых задач администратора защиты обычно входит:
- поддержание системы в рамках выбранной политики безопасности;
- обеспечение должного уровня конфиденциальности и целостности данных;
- подготовка и сохранение резервных копий данных, их периодическая проверка и уничтожение;
- создание и поддержание в актуальном состоянии пользовательских учётных записей;
- ответственность за информационную безопасность в компании;
- отслеживание информации об уязвимостях системы и своевременное принятие мер;
- периодическое практическое тестирование защищенности системы;
- документирование своей работы;
- устранение неполадок в системе.

## Специфика работы администратора по безопасности
Чем занимается администратор по безопасности? Настраивает механизмы защиты ОС и СУБД, конфигурирует межсетевые экраны, средства обнаружения атак, предоставляет пользователям права на доступ к ресурсам сети и к базам данных, анализирует журналы регистрации ОС и средств защиты информации.
В крупной информационной системе функционирует большое число компьютеров: рабочие станции, файловые серверы, серверы баз данных и приложений. Часто корпоративная сеть является гетерогенной, а стало быть, в разных операционных системах и СУБД механизмы защиты настраиваются по-разному. Поэтому назначение прав доступа сотрудников к корпоративным ресурсам и контроль за их соблюдением в гетерогенных системах — задача трудоемкая и нетривиальная.
Для того чтобы выявить попытки несанкционированных действий, необходимо просмотреть все журналы регистрации ОС, СУБД и брандмауэров. В то же время в силу различного именования пользователей и различной степени подробности регистрируемых событий в разных системах получить представление о реальных действиях сотрудника затруднительно.